# Discografia di Enrique Ramil
Questa è la discografia completa di Enrique Ramil, cantante spagnolo, in cui predominano stili come Balada, Pop, Jazz e Gospel.

## Album
| Anno | Album              | Dettagli                                                               | Etichetta             |
| ---- | ------------------ | ---------------------------------------------------------------------- | --------------------- |
| 2008 | V. O.              | - Pubblicazione: 2008 - Formati: CD                                    | Artista independiente |
| 2011 | Juguetes Rotos     | - Pubblicazione: 2011 - Formati: CD, Digitale, streaming               | Tercera Planta        |
| 2015 | Thank you          | - Pubblicazione: 2015 - Formati: CD                                    | Artista independiente |
| 2019 | Ramil y una noches | - Pubblicazione: 2019 primer single - Formati: CD, Digitale, streaming | AGP Music             |

## EP
| Believe in Love | - Pubblicazione: 2012 - Pride Barcelona 2012 Anthem                                          | - Believe in Love - Believe in Love (Orchestral version) con Aixa Romay y Julietta Barro |
| Volcanes        | - Pubblicazione: 2019 - Composizione: Enrique Ramil y Antonio Ferrara - Etichetta: AGP Music | - Volcanes - Volcano (versión en inglés) - Volcanes (Charles Mattew & Exhodia Remix) - Volcano (Charles Mattew & Exhodia Remix) - Volcano (Freshstuff Remix) - Volcano (Kris Nouk Remix) - Volcano (Álvaro Albarrán Main Mix) - Volcano (Álvaro Albarrán Original Remix) - Volcano (Álvaro Albarrán Dub Mix) - Volcano (Álvaro Albarrán Instrumental Mix) - Volcano (Álvaro Albarrán Original Remix Radio Edit) |
| Paradise        | - Pubblicazione: 2019 - Composizione: Enrique Ramil e Dani Vars - Etichetta: AGP Music       | - Paradise - Paradise - Spanglish Version - Paradise - Dani Vars Remix |

## Singoli
| Anno | Canzone                                                    | Album              | Etichetta        |
| ---- | ---------------------------------------------------------- | ------------------ | ---------------- |
| 2008 | «Remolino»                                                 | V. O.              | Indipendente     |
| 2008 | «Creo en mí»                                               | V. O.              | Indipendente     |
| 2008 | «El loco»                                                  | V. O.              | Indipendente     |
| 2011 | «Juguetes Rotos»                                           | Juguetes Rotos     | Tercera Planta   |
| 2011 | «Si me caigo...»                                           | Juguetes Rotos     | Tercera Planta   |
| 2018 | «The Sound of Silence»                                     | Factor X Directos  | Sony Music       |
| 2018 | «Hombres»                                                  | Factor X Directos  | Sony Music       |
| 2018 | «Toy»                                                      | Factor X Directos  | Sony Music       |
| 2018 | «Muera el amor»                                            | Factor X Directos  | Sony Music       |
| 2019 | «Volcanes»                                                 | Volcanes           | AGP Music        |
| 2019 | «La gata bajo la lluvia»                                   | Ramil y una noches | AGP Music        |
| 2019 | «Perdóname»                                                | Ramil y una noches | AGP Music        |
| 2019 | «90 minutos»                                               | Ramil y una noches | AGP Music        |
| 2019 | «18 años»                                                  | Ramil y una noches | AGP Music        |
| 2019 | «Paradise»                                                 | Ramil y una noches | Paradise         |
| 2020 | You Make Me Feel So Young (Enrique Ramil & The Jazzifiers) | Single             | Tercera Planta   |
| 2020 | «90 minutos + Se nos rompió el amor»                       | Single             | AGP Music        |
| 2020 | «Soy lo prohibido»                                         | Single             | AGP Music        |
| 2020 | «A tu vera»                                                | Single             | AGP Music        |
| 2021 | «Mentira»                                                  | Single             | Castillera Music |
| 2021 | «Prefiero ser la otra»                                     | Single             | Castillera Music |
| 2021 | «Que trabajo me da»                                        | Single             | Castillera Music |

## Collaborazioni di altri artisti
| Anno                                         | Canzone                                                                      | Album                                        |
| -------------------------------------------- | ---------------------------------------------------------------------------- | -------------------------------------------- |
| 2011                                         | «Juguetes Rotos» (con Ainhoa Cantalapiedra)                                  | Juguetes Rotos                               |
| 2011                                         | «Fios de vida» (con Maria do Ceo)                                            | Juguetes Rotos                               |
| 2011                                         | «Mira hacia el cielo» (con Rosa Cedrón)                                      | Juguetes Rotos                               |
| 2017                                         | «Ghetto Track» (colaboración con Vanilla Ace)                                | Single de Vanilla Ace - Club Sweat           |
| 2019                                         | «Don't You Worry Child» (colaboración con Freshtuff)                         | Single de Freshcords                         |
| 2020                                         | «No somos inmortales» (colaboración con varios artistas)                     | Himno del Festival emergentes                |
| 2020                                         | «Leo» (colaboración con Alejandro de Pinedo)                                 | Zodiac de Alejandro de Pinedo - AGP Music    |
| 2020                                         | «Forgiveness» (colaboración con J Sanz)                                      | Two Singles de J Sanz - Caresse Records      |
| 2020                                         |                                                                              |                                              |
| «Time To Fly» (colaboración con Carlos Garo) | Single de Carlos Garo - Rocket Music                                         |                                              |
| 2021                                         | «Lela» (colaboración con María Villalón)                                     | Sencillo                                     |
| 2021                                         | «El Perdón» (colaboración con Diana Navarro)                                 | Sencillo                                     |
| 2021                                         | «Prefiero ser la otra (versión ranchera)» (con Karina (cantante venezolana)) | Sencillo                                     |
| 2021                                         | «Pride - I Feel So Good» (colaboración con Alejandro de Pinedo)              | The Seven Deadly Sins de Alejandro de Pinedo |

## Colonne sonore
- Believe in Love (Tercera Planta), inno ufficiale del Pride Barcelona 2012[2]

## Video musicali
| Anno | Canzone                                                    | Direzione          |
| ---- | ---------------------------------------------------------- | ------------------ |
| 2009 | Es mi voluntad (preselección Eurovisión 2010)              |                    |
| 2011 | Juguetes Rotos                                             | Victor Moreno      |
| 2012 | Si me caigo...                                             | Cristina Fraga     |
| 2012 | Believe in Love (Pride Barcelona 2012 Anthem)              | Cristóbal Garrido  |
| 2019 | Volcanes                                                   | Fran Granada       |
| 2019 | Perdóname                                                  | David León         |
| 2019 | 18 años                                                    | David León         |
| 2019 | 90 minutos                                                 | David León         |
| 2020 | You Make Me Feel So Young (Enrique Ramil & The Jazzifiers) | David León         |
| 2020 | 90 minutos + Durmiendo sola                                | David León         |
| 2020 | Señora + Se nos rompió el amor                             | David León         |
| 2020 | Soy lo prohibido                                           | David León         |
| 2020 | A tu vera                                                  | David León         |
| 2021 | El Perdón (duo con Diana Navarro)                          | David León         |
| 2021 | Mentira                                                    | Alexander Escorcia |
| 2021 | Prefiero ser la otra                                       | Alexander Escorcia |
| 2021 | Prefiero ser la otra - versión ranchera (dúo con Karina)   | Frederick Melendez |
| 2021 | Qué trabajo me da                                          | David León         |
| 2021 | El triste (versión voz en directo)                         | David León         |
| 2021 | Farsante (versión voz en directo)                          | David León         |
| 2022 | Mujer contra mujer                                         | David León         |
| 2022 | A la que vive contigo                                      | David León         |
| 2022 | Mi amante amigo                                            | David León         |
| 2022 | Volcanes (Acústico) ft. Adrián Solla y David Freigenedo    | David León         |
| 2022 | A la que venga                                             | David León         |
| 2022 | Inmensidad                                                 | David León         |